# 24837 Mšecké Žehrovice
24837 Mšecké Žehrovice là một tiểu hành tinh vành đai chính với chu kỳ quỹ đạo là 1324.5328428 ngày (3.63 năm).
Nó được phát hiện ngày 22 tháng 10 năm 1995.